# 北新町 (生駒市)
北新町（きたしんまち）は、奈良県生駒市の町名。住居表示実施済み。郵便番号は630-0245。

## 地理
生駒市中部に位置し、北に東松ケ丘、西松ケ丘、西に俵口町、南に元町、東に谷田町と接している。

## 歴史
近鉄生駒駅の北西に広がる地域で、大正3年（1914年）の大軌電車開通後、駅前集落として発達した。
生駒市では最も早く住宅地化が進み、昭和14年（1939年）には112世帯を数え、昭和30年（1955年）に274世帯、昭和50年（1975年）には836世帯となった。それに伴い警察分署や郵便局が置かれ（どちらもその後移転）、北新町商店街が形成された。

### 沿革
- 1968年（昭和43年） - 生駒町谷田・俵口から分離し、生駒町北新町が成立[7]。
- 1971年（昭和46年） - 生駒市北新町となる[7]。

## 世帯数と人口
2020年（令和2年）10月1日現在の世帯数と人口は以下の通りである。
| 町丁   | 世帯数  | 人口    |
| ------ | ------- | ------- |
| 北新町 | 992世帯 | 2,123人 |

### 人口の変遷
国勢調査による人口の推移。
| 1995年（平成7年）  | 1,939人 | [ 8 ]  |  |
| 2000年（平成12年） | 1,721人 | [ 9 ]  |  |
| 2005年（平成17年） | 1,672人 | [ 10 ] |  |
| 2010年（平成22年） | 1,754人 | [ 11 ] |  |
| 2015年（平成27年） | 1,920人 | [ 12 ] |  |

### 世帯数の変遷
国勢調査による世帯数の推移。
| 1995年（平成7年）  | 716世帯 | [ 8 ]  |  |
| 2000年（平成12年） | 673世帯 | [ 9 ]  |  |
| 2005年（平成17年） | 678世帯 | [ 10 ] |  |
| 2010年（平成22年） | 767世帯 | [ 11 ] |  |
| 2015年（平成27年） | 835世帯 | [ 12 ] |  |

## 事業所
2016年（平成28年）現在の経済センサス調査による事業所数と従業員数は以下の通りである。
| 町丁   | 事業所数 | 従業員数 |
| ------ | -------- | -------- |
| 北新町 | 82事業所 | 874人    |

## 交通

### 鉄道
- 生駒駅（元町）
  - 近鉄奈良線
  - 近鉄生駒線
  - 近鉄けいはんな線

### バス
- 奈良交通
  - 生駒台循環線
  - 北田原線
  - 上町生駒線

## 施設
- たけまるホール（旧中央公民館）
- アントレいこま②
- ベルテラスいこま
  - 近商ストア 新生駒店
- 南都銀行 生駒支店